# Oric Bates
Pour les articles homonymes, voir Bates.
Oric Bates, né le 5 décembre 1883 et mort le 8 octobre 1918, est un historien et archéologue américain.
Son père est l'écrivain, nouvelliste et poète américain Arlo Bates.
Oric Bates était très lié avec Hermann Hagedorn, fervent admirateur et biographe de Theodore Roosevelt.